# Кубок конфедерацій 1997
Кубок конфедерацій 1997 (англ. 1997 FIFA Confederations Cup) — третій Кубок конфедерацій, який пройшов з 12 по 21 жовтня 1997 року в Саудівській Аравії. Цей кубок став першим, який офіційно проводився під егідою ФІФА.

## Учасники

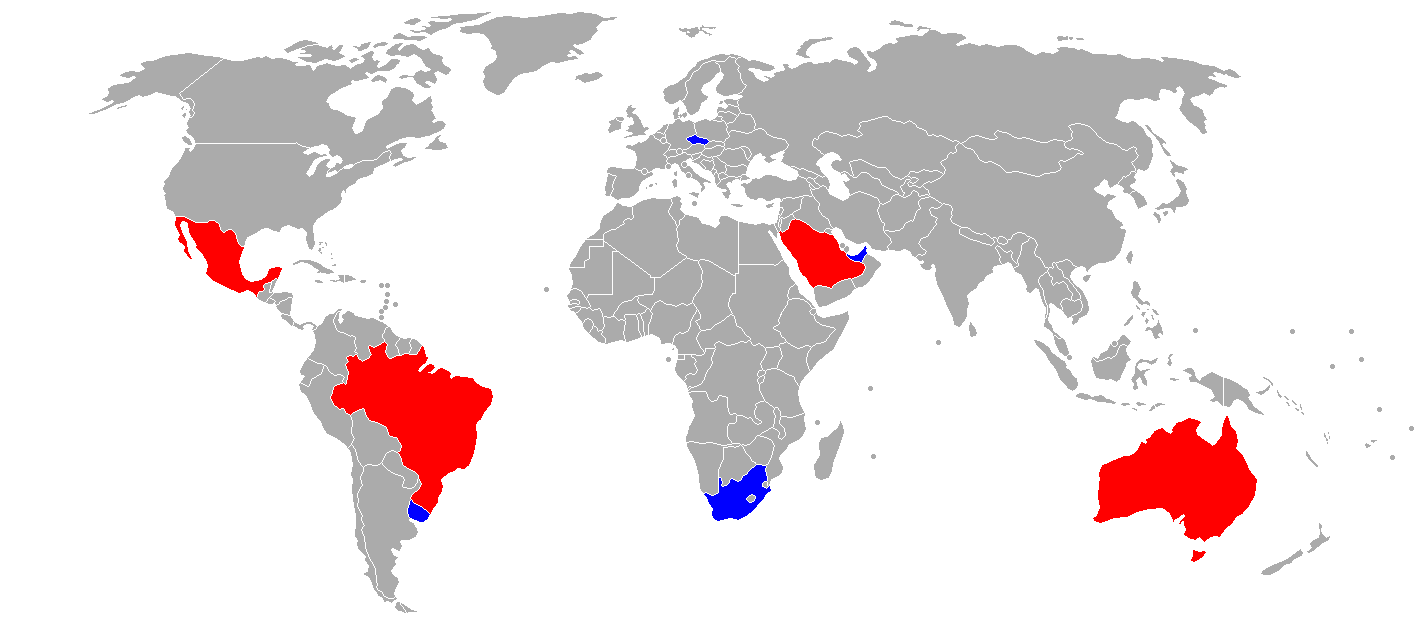
Країни-учасники турніру

В турнірі брали участь тогочасні чемпіони усіх шести конфедерацій, а також чемпіон світу і країна-господар змагань.
| Збірна            | Конфедерація | Кваліфікована як                     | Потраплянь | Дата кваліфікації |
| ----------------- | ------------ | ------------------------------------ | ---------- | ----------------- |
| Саудівська Аравія | АФК          | Переможець Кубка Азії 1996, господар | 3          |                   |
| Бразилія          | КОНМЕБОЛ     | Переможець чемпіонату світу 1994     | 1          | 17 липня 1994     |
| Мексика           | КОНКАКАФ     | Переможець Золотого кубку 1996       | 2          | 20 січня 1996     |
| Уругвай           | КОНМЕБОЛ     | Переможець Копа Америка 1995         | 1          | 22 липня 1995     |
| ПАР               | КАФ          | Переможець КАН-1996                  | 1          | 3 лютого 1996     |
| Чехія             | УЄФА         | Фіналіст Євро-19961                  | 1          | 30 червня 1996    |
| Австралія         | ОФК          | Переможець Кубок націй ОФК 1996      | 1          | 1 листопада 1995  |
| ОАЕ               | АФК          | Фіналіст Кубка Азії 19962            | 1          | 21 грудня 1996    |

1Переможець Євро-1996 ( Німеччина) відмовився від участі а турнірі.
2Переможець Кубка Азії 1996 ( Саудівська Аравія) кваліфікувався на турнір ще раніше як господар.

## Стадіон
Всі матчі були зіграні на:
| Ер-Ріяд                                |
| -------------------------------------- |
| Міжнародний стадіон імені Короля Фахда |
| Місткість: 67,000                      |
|                                        |

## Арбітри
Список арбітрів, що обслуговували Кубок конфедерацій 1997:
| КАФ - Люсьєн Бухардо - Іан Маклеод АФК - Саад Мане - Піром Ун-Прасерт УЄФА - Микола Левніков | КОНКАКАФ - Рамеш Рамдхан КОНМЕБОЛ - Хав'єр Кастрільї - Рене Ортубе |

## Груповий етап

### Група A
| Збірна            | І | В | Н | П | ГЗ | ГП | РГ | О |
| ----------------- | - | - | - | - | -- | -- | -- | - |
| Бразилія          | 3 | 2 | 1 | 0 | 6  | 2  | +4 | 7 |
| Австралія         | 3 | 1 | 1 | 1 | 3  | 2  | +1 | 4 |
| Мексика           | 3 | 1 | 0 | 2 | 8  | 6  | +2 | 3 |
| Саудівська Аравія | 3 | 1 | 0 | 2 | 1  | 8  | −7 | 3 |

| 12 грудня 1997 16:15 AST |

| Саудівська Аравія | 0 — 3 | Бразилія                           |
| ----------------- | ----- | ---------------------------------- |
|                   | Звіт  | Сезар Сампайо 65' Ромаріо 73', 80' |

| Міжнародний стадіон імені Короля Фахда, Ер-Ріяд Глядачів: 80,000 Арбітр: Микола Левінков (Росія) |

| 12 грудня 1997 19:00 AST |

| Мексика             | 1 — 3 | Австралія                      |
| ------------------- | ----- | ------------------------------ |
| Ернандес 80' (пен.) | Звіт  | Відука 45' Алоїзі 59' Морі 90' |

| Міжнародний стадіон імені Короля Фахда, Ер-Ріяд Глядачів: 15,000 Арбітр: Піром Ун-Прасерт (Таїланд) |

| 14 грудня 1997 17:50 AST |

| Саудівська Аравія | 0 — 5 | Мексика                                    |
| ----------------- | ----- | ------------------------------------------ |
|                   | Звіт  | Паленсія 20', 62' Бланко 68', 76' Луна 75' |

| Міжнародний стадіон імені Короля Фахда, Ер-Ріяд Глядачів: 60,000 Арбітр: Іан Маклеод (ПАР) |

| 14 грудня 1997 20:00 AST |

| Австралія | 0 — 0 | Бразилія |
| --------- | ----- | -------- |
|           | Звіт  |          |

| Міжнародний стадіон імені Короля Фахда, Ер-Ріяд Глядачів: 15,000 Арбітр: Люсьєн Бухардо (Нігер) |

| 16 грудня 1997 17:50 AST |

| Саудівська Аравія | 1 — 0 | Австралія |
| ----------------- | ----- | --------- |
| аль-Хілайві 40'   | Звіт  |           |

| Міжнародний стадіон імені Короля Фахда, Ер-Ріяд Глядачів: 55,450 Арбітр: Хав'єр Кастрільї (Аргентина) |

| 16 грудня 1997 20:00 AST |

| Бразилія                                         | 3 — 2 | Мексика                |
| ------------------------------------------------ | ----- | ---------------------- |
| Ромаріо 41' (пен.) Денілсон 61' Жуніор Баяно 66' | Звіт  | Бланко 51' Рамірес 90' |

| Міжнародний стадіон імені Короля Фахда, Ер-Ріяд Глядачів: 20,000 Арбітр: Іан Маклеод (ПАР) |

### Група B
| Збірна  | І | В | Н | П | ГЗ | ГП | РГ | О |
| ------- | - | - | - | - | -- | -- | -- | - |
| Уругвай | 3 | 3 | 0 | 0 | 8  | 4  | +4 | 9 |
| Чехія   | 3 | 1 | 1 | 1 | 9  | 5  | +4 | 4 |
| ОАЕ     | 3 | 1 | 0 | 2 | 2  | 8  | −6 | 3 |
| ПАР     | 3 | 0 | 1 | 2 | 5  | 7  | −2 | 1 |

| 13 грудня 1997 17:50 AST |

| ОАЕ | 0 — 2 | Уругвай                    |
| --- | ----- | -------------------------- |
|     | Звіт  | Олівера 45+2' Пачеко 90+2' |

| Міжнародний стадіон імені Короля Фахда, Ер-Ріяд Глядачів: 13,000 Арбітр: Рамеш Рамдхан (Тринідад і Тобаго) |

| 13 грудня 1997 20:00 AST |

| ПАР                     | 2 — 2 | Чехія           |
| ----------------------- | ----- | --------------- |
| Огустін 39' Мкалеле 86' | Звіт  | Шміцер 19', 40' |

| Міжнародний стадіон імені Короля Фахда, Ер-Ріяд Глядачів: 7,500 Арбітр: Хав'єр Кастрільї (Аргентина) |

| 15 грудня 1997 17:50 AST |

| ОАЕ           | 1 — 0 | ПАР |
| ------------- | ----- | --- |
| Х. Мубарак 5' | Звіт  |     |

| Міжнародний стадіон імені Короля Фахда, Ер-Ріяд Глядачів: 11,000 Арбітр: Рене Ортубе (Болівія) |

| 15 грудня 1997 20:00 AST |

| Чехія     | 1 — 2 | Уругвай                 |
| --------- | ----- | ----------------------- |
| Зігль 89' | Звіт  | Олівера 26' Салаєта 88' |

| Міжнародний стадіон імені Короля Фахда, Ер-Ріяд Глядачів: 9,000 Арбітр: Саад Мане (Кувейт) |

| 17 грудня 1997 17:50 AST |

| ОАЕ            | 1 — 6 | Чехія                                               |
| -------------- | ----- | --------------------------------------------------- |
| ат-Тальяні 78' | Звіт  | Обаїд 11' (аг) Недвед 22', 31' Шміцер 42', 68', 71' |

| Міжнародний стадіон імені Короля Фахда, Ер-Ріяд Глядачів: 8,000 Арбітр: Рене Ортубе (Болівія) |

| 17 грудня 1997 20:00 AST |

| Уругвай                                 | 4 — 3 | ПАР                                |
| --------------------------------------- | ----- | ---------------------------------- |
| Сільва 12', 66' Рекоба 42' Кальєхас 90' | Звіт  | Радебе 11' Мкалеле 69' Ндланья 77' |

| Міжнародний стадіон імені Короля Фахда, Ер-Ріяд Глядачів: 8,000 Арбітр: Рамеш Рамдхан (Тринідад і Тобаго) |

## Плей-оф
|  | Півфінали           | Півфінали           |   |                     | Фінал               | Фінал |  |
|  |                     |                     |   |                     |                     |       |  |
|  | 19 грудня;— Ер-Ріяд |                     |   |                     |                     |       |  |
|  | Бразилія            | 2                   |   |                     |                     |       |  |
|  | Чехія               | 0                   |   |                     |                     |       |  |
|  |                     |                     |   |                     |                     |       |  |
|  |                     |                     |   |                     | 21 грудня;— Ер-Ріяд |       |  |
|  |                     |                     |   |                     | Бразилія            | 6     |  |
|  |                     | Австралія           | 0 |                     |                     |       |  |
|  |                     |                     |   |                     |                     |       |  |
|  |                     |                     |   |                     |                     |       |  |
|  |                     |                     |   |                     | Матч за третє місце |       |  |
|  | 19 грудня;— Ер-Ріяд | 19 грудня;— Ер-Ріяд |   | 21 грудня — Ер-Ріяд | 21 грудня — Ер-Ріяд |       |  |
|  | Уругвай             | 0                   |   | Чехія               | 1                   |       |  |
|  | Австралія (д.ч.)    | 1                   |   |                     | Уругвай             | 0     |  |

### Півфінали
| 19 грудня 1997 15:15 AST |

| Бразилія                | 2 — 0 | Чехія |
| ----------------------- | ----- | ----- |
| Ромаріо 54' Роналдо 83' | Звіт  |       |

| Міжнародний стадіон імені Короля Фахда, Ер-Ріяд Глядачів: 68,000 Арбітр: Люсьєн Бухардо (Нігер) |

| 19 грудня 1997 19:00 AST |

| Уругвай | 0 — 1 | Австралія  |
| ------- | ----- | ---------- |
|         | Звіт  | К'юелл 92' |

| Міжнародний стадіон імені Короля Фахда, Ер-Ріяд Глядачів: 22,000 Арбітр: Микола Левніков (Росія) |

### Матч за 3-тє місце
| 21 грудня 1997 17:50 AST |

| Чехія      | 1 — 0 | Уругвай |
| ---------- | ----- | ------- |
| Ласота 63' | Звіт  |         |

| Міжнародний стадіон імені Короля Фахда, Ер-Ріяд Глядачів: 27,000 Арбітр: Люсьєн Бухардо (Нігер) |

### Фінал
| 21 грудня 1997 21:00 AST |

| Бразилія                                           | 6 — 0 | Австралія |
| -------------------------------------------------- | ----- | --------- |
| Роналдо 15', 27', 59' Ромаріо 38', 53', 75' (пен.) | Звіт  |           |

| Міжнародний стадіон імені Короля Фахда, Ер-Ріяд Глядачів: 65,000 Арбітр: Піром Ун-Прасерт (Таїланд) |

| Кубок конфедерацій 1997   |
| ------------------------- |
| · Бразилія · Перший титул |

## Нагороди
| Золотий м'яч    | Золотий бутс    | Фейр-плей |
| --------------- | --------------- | --------- |
| Денілсон        | Ромаріо         | ПАР       |
| Срібний м'яч    | Срібний бутс    |           |
| Ромаріо         | Владімір Шміцер |           |
| Бронзовий м'яч  | Бронзовий бутс  |           |
| Владімір Шміцер | Роналдо         |           |

## Бомбардири

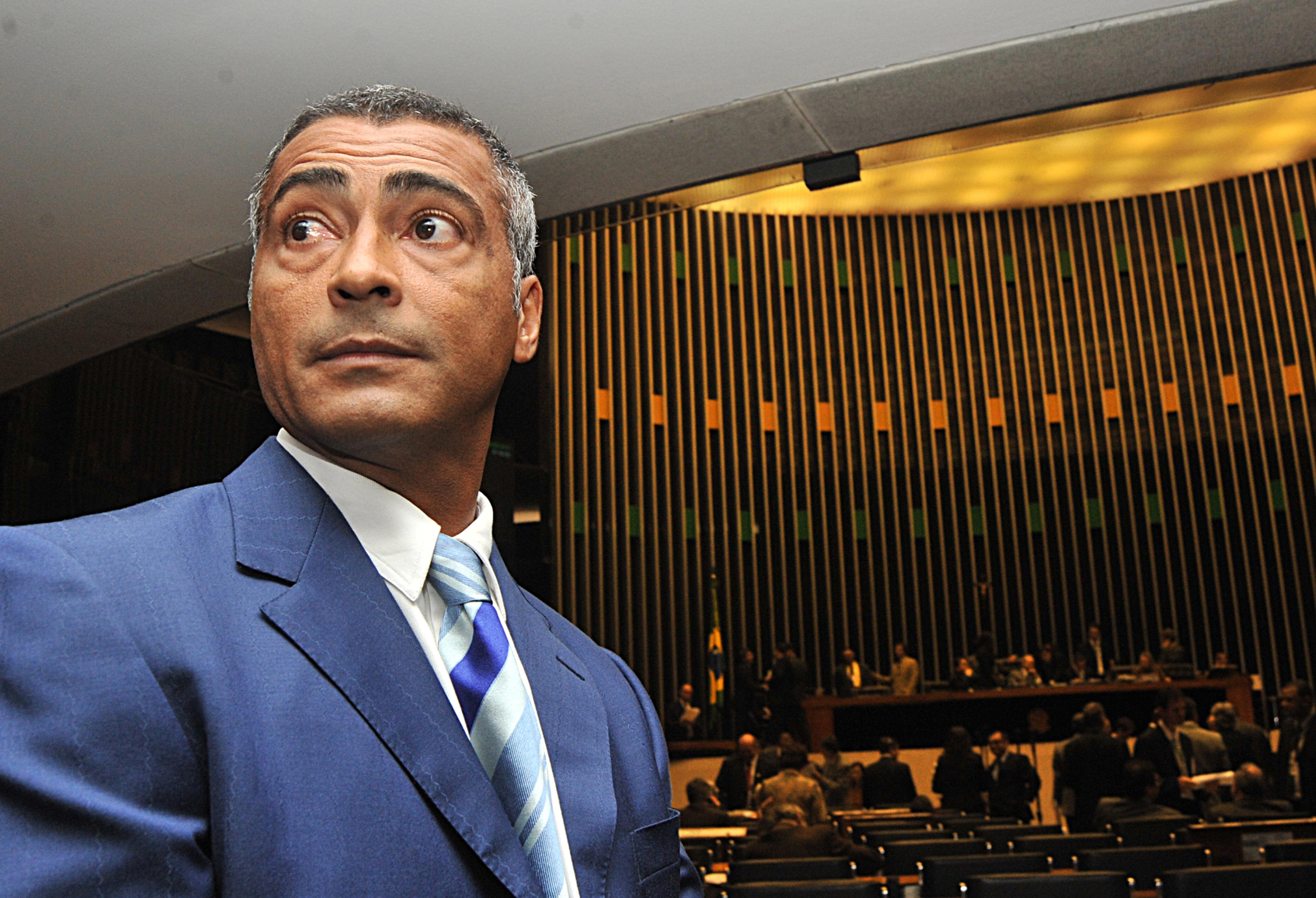
Ромаріо — найкращий бомбардир турніру

7 голів
- Ромаріо

5 голів
- Владімір Шміцер

4 голи
- Роналдо

3 голи
- Куаутемок Бланко

2 голи
- Франсіско Паленсія
- Павел Недвед
- Хелман Мкалеле
- Даріо Сільва
- Ніколас Олівера

1 гол
- 22 гравці